# Inre kabinettet
Inre kabinettet, IK, var en grupp statsråd inom regeringen Reinfeldt, som tillträde 2006, bestående av de fyra partiledarna inom Alliansen. IK sammanträdde i Rosenbad varje torsdag morgon, en timme före regeringens ordinarie sammanträde. Statsministerns statssekreterare Gunnar Wieslander förde anteckningar under mötet.